# Johann Gerst
Johann Gerst (* 24. März 1850 in Graz; † 21. April 1890 in Meran) war ein österreichischer Astronom. 

## Leben
Der Sohn eines Uhrmachers studierte ab 1868 Mathematik und Physik an der Universität Graz und legte auch die Lehramtsprüfung ab. Danach ließ er sich an der Sternwarte Leipzig zum Observator ausbilden und wechselte 1877 an die Universitätssternwarte Graz, deren geografische Breite er mit hoher Präzision bestimmte. Weitere seiner astrometrischen Beobachtungen betrafen die Bahnbestimmung von Kometen und Sternbedeckungen durch den Mond.
Wichtigste Werke:
- Methode zur Bahnbestimmung aus drei vollständigen Beobachtungen, Graz 1884
- Allgemeine Methode zur Berechnung der speciellen Elementenstörungen in Bahnen von beliebiger Excentricität, Sitzungsberichte der kaiserlichen Akademie der Wissenschaften, math.-nat. Klasse, Abt. II, 1887.